# (9974) Brody
(9974) Brody est un astéroïde de la ceinture principale.

## Description
(9974) Brody est un astéroïde de la ceinture principale. Il fut découvert par Eric Walter Elst le 19 juillet 1993 à l'ESO. Il présente une orbite caractérisée par un demi-grand axe de 2,38 UA, une excentricité de 0,179 et une inclinaison de 1,72° par rapport à l'écliptique.
Il fut nommé en hommage à Adrien Brody (né en 1973), acteur américain, en particulier pour sa prestation dans le film Le Pianiste, de Roman Polanski.

## Compléments